# 宝山城市工业园区
宝山城市工业园区，是中华人民共和国上海市宝山区下辖的一个类似乡镇级行政区域，设上海市宝山城市工业园区管理委员会。

## 行政区划
宝山城市工业园区名义上属大场镇:122，下辖以下居委会及村委会：丰翔新城居委会、三星村村委会、五星村村委会。